# 中華民國儀隊
- 關於三軍儀隊的更多細節，請見「中華民國三軍儀隊」。
- 關於學生儀隊的更多細節，請見「中華民國學生儀隊」。
- 關於警察儀隊，請見「中華民國警察儀隊」。

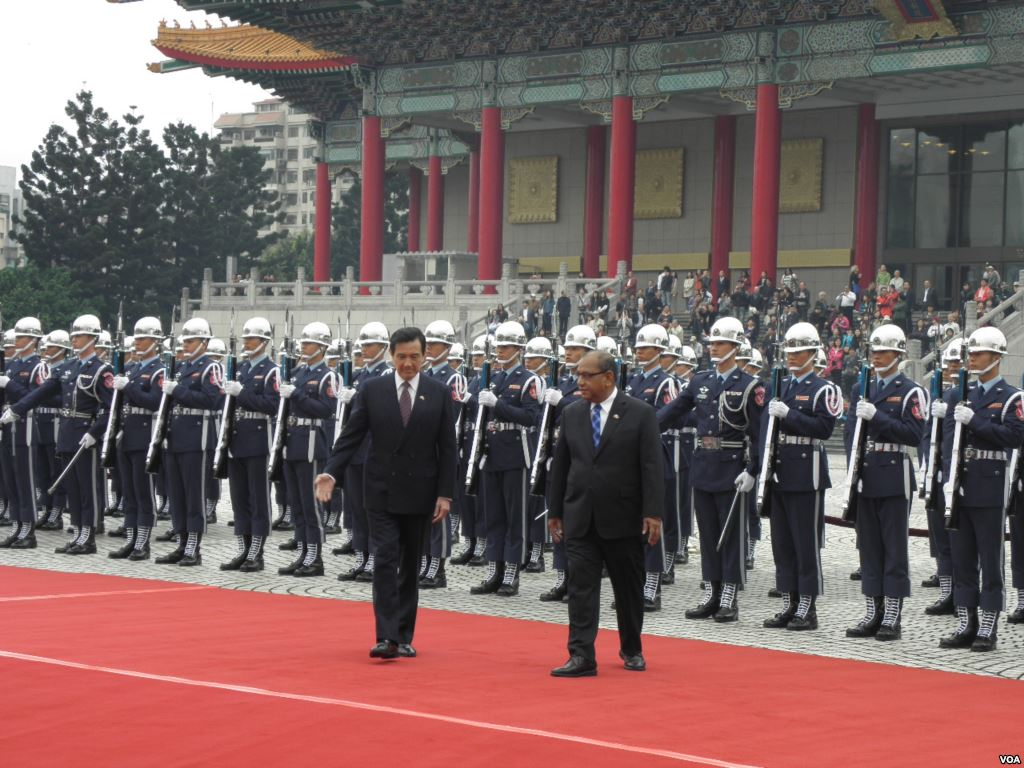
三軍儀隊以軍禮迎接國賓來訪

中華民國儀隊尤指三軍儀隊、學生儀隊和民間儀隊，是主要執行禮儀的隊伍，又以操演槍法聞名於民間。

## 歷史
國民政府遷台時期，時任中華民國總統蔣中正由臺灣出訪南韓受到軍禮迎送，回臺後即刻指示國軍成立儀隊。國軍三軍儀隊成立於1957年9月1日，依據當時參謀總長彭孟緝上將下達第三一七號令頒陸海空軍總司令部，採取任務編組方式成立。 之後，由救國團推廣到高中職學校。
1950年代後期，韓國海軍敦睦艦隊訪台，當時彭孟緝上將命令各軍士官到場觀摩艦隊演出的操槍法。陸、空軍儀隊的操槍法由施克順、楊先鐸、張有全、燕忠堂等士官創立，海軍和陸戰儀隊的操槍法，則是直接受過美國海軍陸戰隊教官的影響。這些操槍技巧經過歷屆士官兵傳承，流傳到民間儀隊表演團體，也透過軍訓教官和教練傳授給學生儀隊。

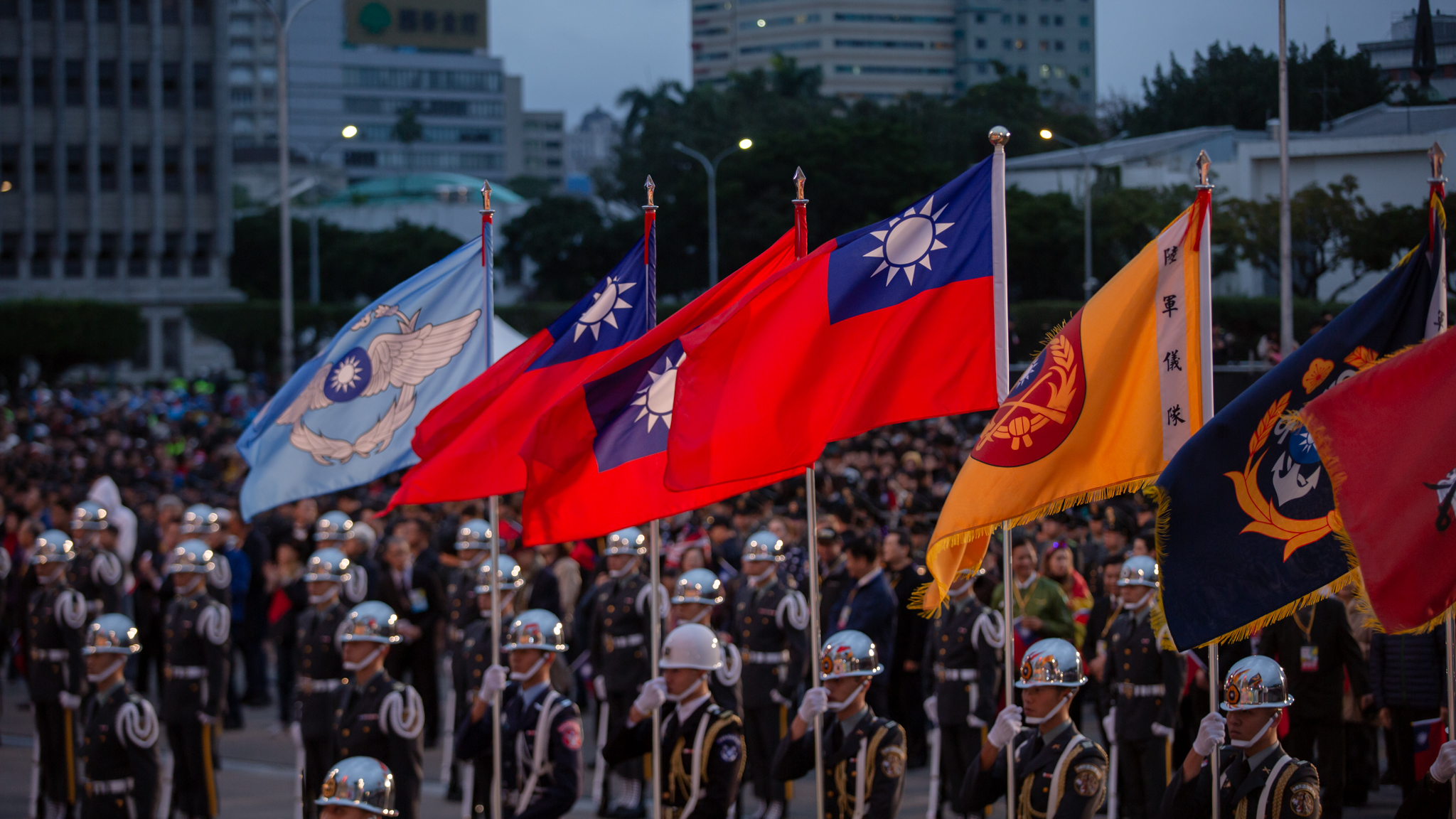
三軍儀隊

### 三軍儀隊

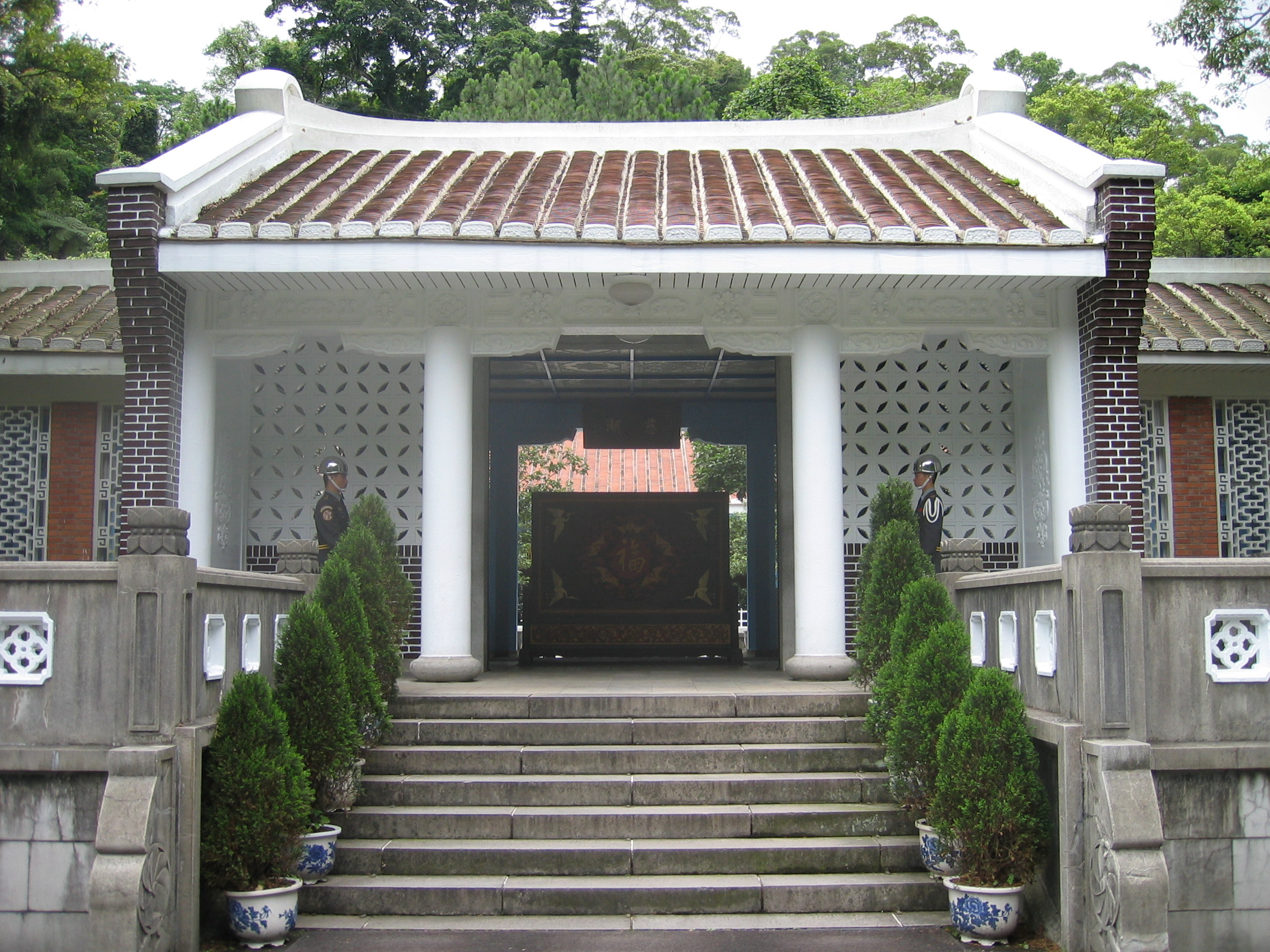
慈湖陵寢陵園大門兩側有陸軍儀隊兵站哨

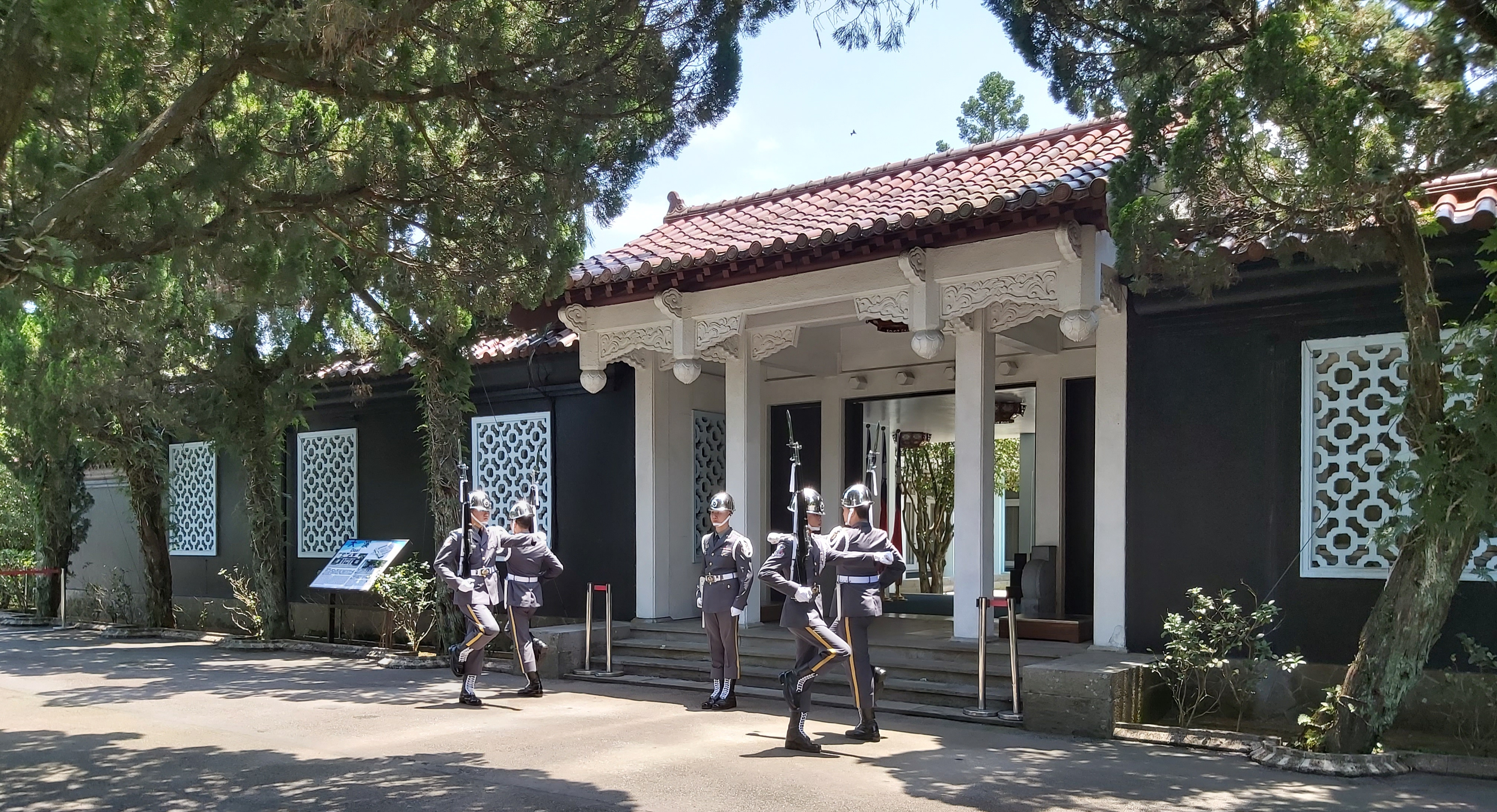
大溪陵寢前的陸軍儀隊換崗儀式

中華民國三軍儀隊包含中華民國陸軍儀隊、中華民國空軍儀隊、中華民國海軍儀隊和中華民國海軍陸戰隊儀隊四支儀隊，通稱為「三軍四儀」。
三軍儀隊被譽為是「國家的門面」，負責國家慶典、國賓來訪、友邦使節呈遞國書等儀節的軍禮勤務。除此之外，三軍儀隊在總統府元旦升旗典禮、國慶典禮、敦睦艦隊、基地開放等活動時，也會進行操槍表演。
陸空海三軍儀隊駐在臺北大直，負責北區禮儀勤務；陸戰儀隊駐在高雄左營，負責南區禮儀勤務。在北區有國民革命忠烈祠、國父紀念館、中正紀念堂、慈湖陵寢和大溪陵寢五個駐防地點，由三軍儀隊輪流駐守，每六個月輪換一次，儀隊以以美軍儀仗動作為基礎，然後加入一些京劇技巧，在忠烈祠、國父紀念館、中正紀念堂致敬先烈，90度的直擺臂，還有轉體靠腳動作、操槍動作，明眼人都能看到美軍和英式正步的影子，不是穿鑿附會的所謂「大明羽林步」，無論是正史還是野史，從未找到過、提及過關於「大明羽林步」的半點記載，國軍三軍儀隊的走路方式曾參考美軍儀隊後自創，且國防部三軍儀隊約在10年前有進行動作調整，並非網傳「大明御林步、明朝御林軍始創」因此，傳言為「錯誤」訊息。

### 學生儀隊

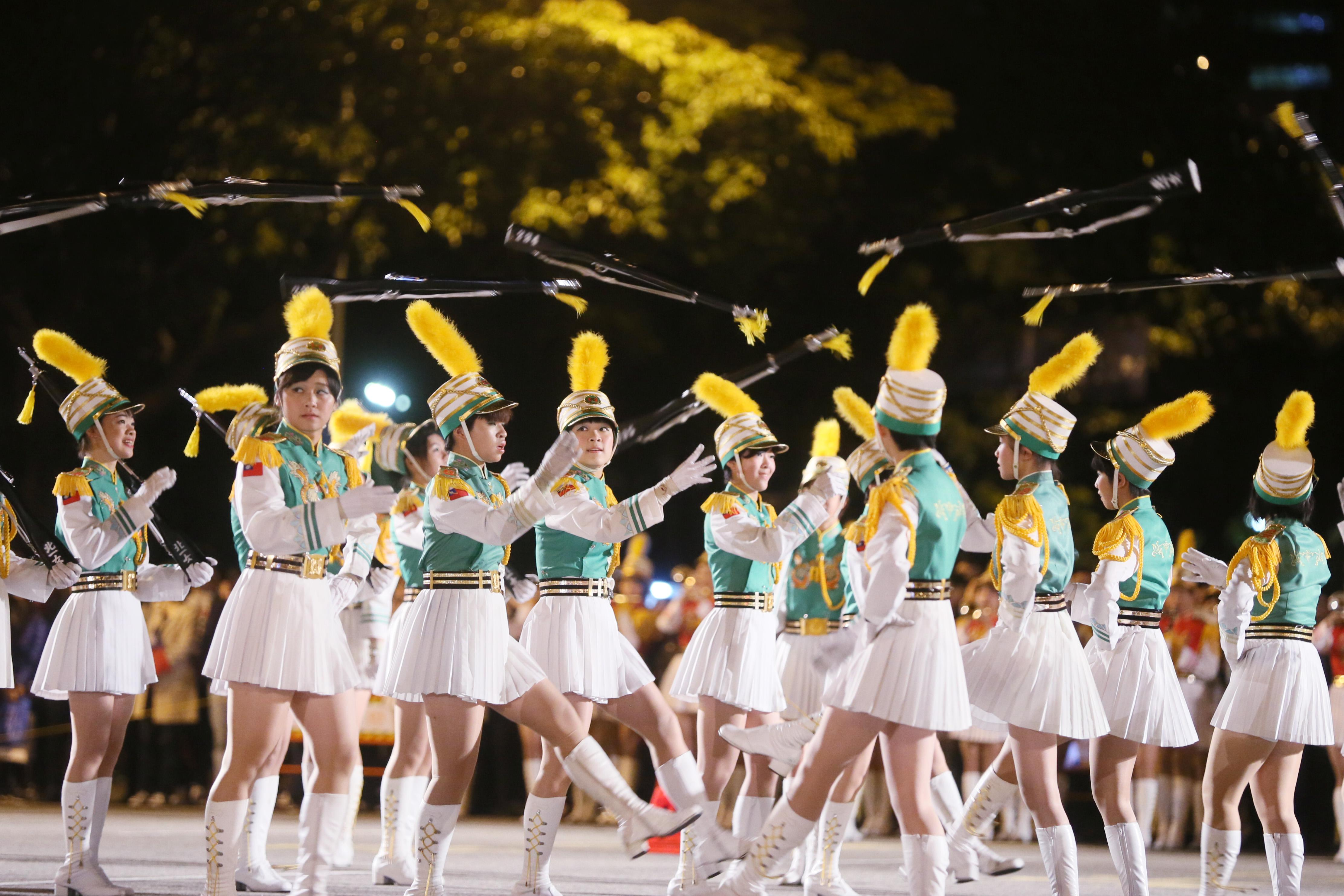
北一女中儀隊操槍表演

高中職學校儀隊是「反共復國」時期的特殊學生團體，第一支學生儀隊是於1957年11月16日在私立開南商工成立的「開南商工大隊榮譽忠勤隊」（忠勤儀隊），隸屬中國青年反共救國團臺北市支隊。 早期的學生儀隊有來自國防部和國軍的指導，具有軍事風格，直至1960年學校軍訓教育歸入教育體制，才移歸教育部主管。

## 操槍表演

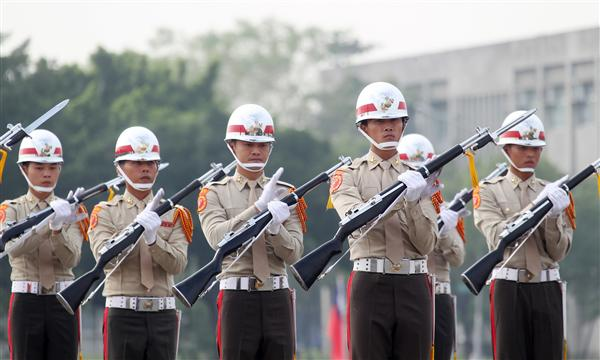
陸戰儀隊操演槍法

儀隊的初衷是禮儀勤務，但又以花式操槍聞名於民間。操槍法最先來自於三軍儀隊，風格可以分為常見的陸軍儀隊、海軍儀隊和空軍儀隊槍法，以及少見的陸戰儀隊槍法和靜默槍法。陸、空軍儀隊的槍法學習自南韓海軍敦睦艦隊，透過施克順、楊先鐸等幾位教官傳授給學生。陸戰與海軍儀隊的槍法則受過美國海軍陸戰隊的影響，在較後期才流傳下來。 但是海軍儀隊因為航海文化使然，有更多出國交流的機會，使得歷屆槍法更為變化多端；陸戰儀隊則保留更加剛猛威嚴、渾厚有勁的一面。
槍法入門的基本動作是托槍（上槍）、下槍、持槍、端槍、敬禮和禮畢， 熟悉以後才開始練習迴旋、轉槍、拋槍、跳槍、傳槍、隊形變換等特技動作。經過歷屆士官兵長期不間斷地演練，以及在後來融合創新創意、槍法技巧與隊形變化，各支儀隊又在操演中加入不同隊形和創意動作，形成獨自的特色。
歷屆士官兵退伍以後，也將儀隊的操槍法帶入民間，成立民間儀隊的表演團體。

## 人物
施克順
17歲投身軍旅，經歷八年抗戰、徐蚌會戰等戰役；1949年遷台，曾參與八二三砲戰，並擔任總統護衛。施克順是空軍儀隊創始人，退伍後曾任中山女高、師大附中、景美女中、士林高商、松山家商、南港高工、台北市私立協和工商、西和工商等校儀隊教練，2011年逝世，享壽88歲。
張有全
陸軍儀隊創始人之一。
楊先鐸
1949年遷台，陸軍士官長，陸軍儀隊訓練組長。1963年起擔任北一女中儀隊教練48載，2011年逝世，享壽78歲。
燕忠堂
13歲投身軍旅，陸軍一等士官長退伍，2015年逝世，享壽85歲。燕忠堂是國民革命忠烈祠第一任駐防官、國軍儀隊禮兵交接、陸軍儀隊創始人之一。退伍後曾擔任景美女中、成功高中等校儀隊教練，與施克順、楊先鐸並稱「中華民國儀隊之父」。

## 民間儀隊推廣組織
民間儀隊相關組織有：
- 宜蘭國光樂儀旗隊成立於1991年，由團長林春生號召一群愛好音樂者成立，草創初期只有樂隊，後來逐漸加入視覺因素，才有了儀隊及後來的旗隊，創造了宜蘭民間儀隊的風潮及特色，為全國最早成立之民間儀隊組織，為全國知名的演藝團體，目前樂儀隊成員約有150名，皆來自於各行各業，其中不乏曾為三軍樂儀隊及學生樂儀隊之隊員，提供於退伍及畢業後興趣之交流及專長之發揮空間。
- 中華民國三軍儀隊退伍弟兄協會（退儀邦）：成立於2010年7月，由陸軍儀隊退伍士官發起，目的在於提供三軍退儀弟兄聯誼交流之平台及推廣儀隊傳統與文化，發揚儀隊核心價值與精神。
- 中華民國樂儀旗舞協會：成立於2003年，為全國第一個儀隊相關協會。
- 台灣儀隊育成發展協會：成立於2010年6月6日，主要業務為全國儀隊幹部訓練營。
- 中華民國儀隊協會：簡稱中華儀協，成立於2010年7月3日，主要業務為中華民國儀隊聯展。

地區性儀隊相關組織有：
- 桃園市儀隊發展協會：成立於2009年12月12日，主要業務為桃儀盃學生儀隊錦標賽、《儀！愛注意》電子期刊。
- 台中市儀隊發展協會：成立於2011年11月13日，主要業務為中儀盃中部儀隊槍法錦標賽。

## 外部連結
- 桃園縣儀隊發展協會（页面存档备份，存于）
- 中華民國三軍儀隊退伍弟兄協會（页面存档备份，存于）
- 中華民國儀隊協會的Facebook專頁
- 台灣儀隊育成發展協會的Facebook專頁